# 데이비드 뫼니에
데이비드 머녜(David Meunier, 영어 발음: /məˈnjɛ/, 1973년 2월 5일 ~ )는 미국과 룩셈부르크의 배우이다.

## 출연 작품

### 영화
- 인크레더블 헐크 (2008)
- 더 이퀄라이저 (2014) - 슬라비 역
- Girl on the Edge (2015)

### 텔레비전
- 뱀파이어 해결사 (2001)
- CSI: 과학수사대 (2002, 2008)
- 제리코 (2007-08)
- 저스티파이드 (2010-14)
- CSI: 마이애미 (2011) - 리그스 역
- 레볼루션 (2012)
- 아쿠아리우스 (2015-16)
- 데미안 (2016)